# Málta miniszterelnökeinek listája
Málta szigetén az első felelős kormány a brit gyarmati uralom alatt, az 1921-es alkotmánynak köszönhetően jött létre. Az alkotmány 1933-as visszavonásával újra a kormányzó irányított, egy személyben. 1947-ben újra életbe lépett az alkotmány, ezzel ismét felelős kormány alakulhatott. 1958-ban, miután nem jött létre az egyesülés Nagy-Britanniával, a britek ismét felfüggesztették az alkotmányt. Amikor 1962-ben újra kormánya lett Máltának, feladata már a függetlenség előkészítése volt. Azóta a demokratikus rend zavartalanul működik. A miniszterelnökök nem ritkán nem töltötték ki hivatali idejüket.
| Név                                                                               | hivatal kezdete      | hivatal vége         | párt                                              | megjegyzés                                                                                                |
| --------------------------------------------------------------------------------- | -------------------- | -------------------- | ------------------------------------------------- | --- |
| A gyarmati időszakban                                                             |                      |                      |                                                   | |
| Sir Joseph Howard                                                                 | 1921. október 26.    | 1923. október 13.    | Unione Politica Maltese                           | |
| Dr. Francesco Buhaġiar                                                            | 1923. október 13.    | 1924. szeptember 22. | Unione Politica Maltese                           | |
| Sir Ugo Pasquale Mifsud                                                           | 1924. szeptember     | 1927. augusztus      | Nemzeti Párt                                      | először                                                                                                   |
| Sir Gerald Strickland                                                             | 1927. augusztus      | 1932. június 21.     | Alkotmányos Párt                                  | |
| Sir Ugo Pasquale Mifsud                                                           | 1932. június 21.     | 1933. november 2.    | Nemzeti Párt                                      | másodszor                                                                                                 |
| 1933. november 2-től 1947. november 4-ig a miniszterelnöki hivatalt megszüntették |                      |                      |                                                   | |
| Sir Paul Boffa                                                                    | 1947. november 4.    | 1950. szeptember 26. | Máltai Munkáspárt 1949-től Máltai Munkások Pártja | |
| Enrico Mizzi                                                                      | 1950. szeptember 26. | 1950. december 20.   | Nemzeti Párt                                      | Három hónappal a megválasztása után meghalt.                                                              |
| Ġorġ Borġ Olivier                                                                 | 1950. december 20.   | 1955. március 11.    | Nemzeti Párt                                      | Először. Az 1951-es és 1953-as időközi választásokon újraválasztották                                     |
| Duminku Mintoff                                                                   | 1955. március 11.    | 1958. április 26.    | Máltai Munkáspárt                                 | Először. Lemondott                                                                                        |
| 1958. április 26-tól 1962. március 5-ig a miniszterelnöki hivatalt megszüntették  |                      |                      |                                                   | |
| A független Málta kormányai                                                       |                      |                      |                                                   | |
| Ġorġ Borġ Olivier                                                                 | 1962. március 5.     | 1971. június 21.     | Nemzeti Párt                                      | Másodszor. 1964. szeptember 21-től Málta független királyságának miniszterelnöke két cikluson keresztül   |
| Duminku Mintoff                                                                   | 1971. június 21.     | 1984. december 22.   | Máltai Munkáspárt                                 | Másodszor. 1974. december 13-tól a Máltai Köztársaság miniszterelnöke három cikluson keresztül. Lemondott |
| Karmenu Mifsud Bonniċi                                                            | 1984. december 22.   | 1987. május 12.      | Máltai Munkáspárt                                 | |
| Edward Fenech Adami                                                               | 1987. május 12.      | 1996. október 28.    | Nemzeti Párt                                      | Először. Két cikluson keresztül töltötte be a tisztségét                                                  |
| Alfred Sant                                                                       | 1996. október 28.    | 1998. szeptember 6.  | Máltai munkáspárt                                 | Bizalmatlansági indítvány után lemondott                                                                  |
| Edward Fenech Adami                                                               | 1998. szeptember 6.  | 2004. március 23.    | Nemzeti Párt                                      | Másodszor. Két cikluson keresztül töltötte be a tisztségét. Lemondott                                     |
| Lawrence Gonzi                                                                    | 2004. március 23.    | 2013. március 11.    | Nemzeti Párt                                      | Két cikluson keresztül töltötte be a tisztséget                                                           |
| Joseph Muscat                                                                     | 2013. március 11.    | 2020. január 13.     | Munkáspárt                                        | |
| Robert Abela                                                                      | 2020. január 13.     |                      | Munkáspárt                                        | |

## Lásd még
- Málta történelme
- Málta államfőinek listája